# 17 км (пост)
Пост 17 км — колійний пост Київського залізничного вузла Київської дирекції залізничних перевезень Південно-Західної залізниці. Код поста в ЄМР 320670.
Розташований на території Дніпровського району міста Києва, перед в'їздом з лівого берега на Рибальський залізничний міст.
Пост розміщується між зупинними пунктом Райдужний та Оболонь. Колійний пост розташований перед мостом в місці, де двоколійна ділянка стає одноколійною (міст одноколійний), також перед мостом є невеликий уловлюючий тупик на один вагон.
Відстань до станції Київ-Пасажирський — 27 км (ч/з Київ-Волинський) та 24 км (ч/з Дарницю).
1 червня 2024 року розпочалося будівництво подвійного тунелю в тілі насипу під залізничними коліями. Загальна довжина тунелю – 90 м. Ширина автодороги становить 6 м, ширина суміщеного тротуару та велодоріжки - 4 м. Він розділений на автомобільну та трамвайну частини. Уздовж автомобільної частини тунелю передбачається пішохідна та велодоріжки. Таким чином, тунель забезпечить не лише автомобільне сполучення прилеглих житлових масивів з  Подільським мостовим переходом та продовження лінії швидкісного трамваю до станції метро «Позняки», але й створить зручні умови для пішоходів, зокрема, забезпечивши прямий доступ до Русанівських садів.
1 грудня 2024 року автомобільна частина тунелю була відкрита для руху легкового та громадського транспорту. Трамвайна частина тунелю буде закрита до тих пір поки не буде прийнято рішення продовжити гілку швидкісного трамваю в бік станції метро «Позняки».

## Особливості
Пасажирських посадкових платформ не має.